# M級潛艇 (英國海軍)
M級潜艇（英文：M Class Submarines） ，是一戰末期由英國皇家海軍建造的柴油動力潛艇。該級的獨特之處，是艦橋前方的砲台裡，裝備一門阿姆斯特朗304.8毫米/40主炮，俗稱大砲潛艇。
由於華盛頓海軍條約對潛艇武備的限制，以及M1沉沒的影響，戰後才完工的M2和M3的主砲被拆除。M2被改裝成航空潛艦，並攜帶一架水上飛機，M3被改成布雷艇。鑒於實用性問題，該級艦艇於戰間期便陸續拆除。

## 背景
由於當時的潛艇技術不成熟，下潛深度、航速、攻擊火力、航程等攸關軍艦，甚至是艦上成員的生死存亡的所有性能，都存在問題。那時的潛艇戰的觀念是“僅在必要時才下潛”，並且盡可能保持在上浮狀態。尤其是破交作戰（Commerce raiding）時，潛艇會於目標商船前方上浮，發出警告並給船員時間撤離，然後發動攻擊，這些作業皆在水上解決。因此，英國開發出偽裝商船的艦艇偷襲U艇的戰術，迫使德二轉向無限制潛艇戰。
由於戰術的成功，海軍部認為「當潛艇在水面上時，就要以火力將其擊敗」於是乎，便有「將大口徑主砲放在潛艇上，迅速上浮靠近目標，並立即發射主砲，最好能一擊斃命。」的想法。所以從K級裡改寫K17到21的設計圖，並為其專門立了一級，名叫M級，成為此想法的產物。

## 武備

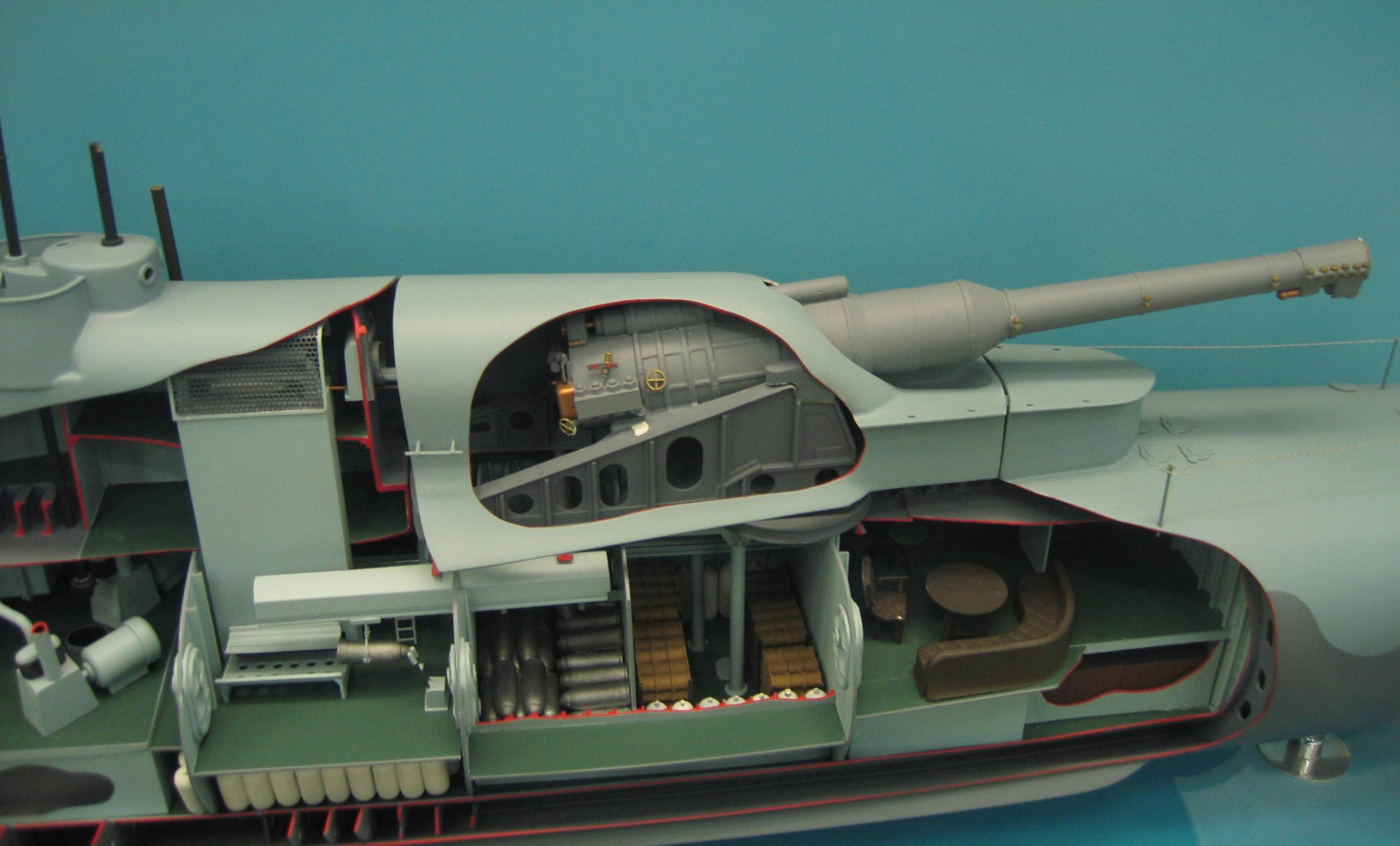
305毫米主炮的內部結構。

本級主炮是阿姆斯特朗305毫米/40艦炮Mark IX，這些炮原本是裝在可畏級戰列艦上。這炮能透過潛望鏡的協助，使其能在大約方圓1200公尺鎖敵，將炮管調到最大仰角（+20度），使其升至水面，這至少需要70秒，隨後開炮，期間都位於水下數公尺。如果打歪了，潛艇必須浮出水面重新裝彈，這大約需要3分鐘，且由於結構限制，此炮只能左右旋轉各7.5度，要是角度不對，整艘船都得轉。依效率而言，這個概念並不是很成功；依創新而言，這個概念造就「潜艇所搭載的最大口徑艦炮」的紀錄，地位從未動搖。
M1和M2有四根450毫米魚雷的魚雷發射管，而M3和M4則有530毫米魚雷的魚雷發射管，並且用3米長的發射管容納潛艇魚雷。

## 同型艦
- M1

維克斯的巴羅發內斯造船廠於 1916年7月開工，1917年7月下水，1918年4月完工。1925年11月與民用船隻相撞後沉沒。
- M2

維克斯的巴羅發內斯造船廠於1916年7月開工，1918年10月下水，1920年2月服役。1925年因為條約及M1的問題，而拆除主砲，日後安裝與放置水上飛機，成為航空潛艇。1932年1月在一次訓練中因事故沉沒。
- M3

她於1916年12月開始放置龍骨，1918年10月下水，1920年7月在阿姆斯特朗-惠特沃斯的泰恩河畔新堡造船廠完工。1925年因為條約與M1的問題，而拆除主砲，改造為布雷艇。1932年2月除名後，4月拆除。
※未竣工艦船
- M4

她於 1916 年在阿姆斯特朗-惠特沃斯的泰恩河畔新堡造船廠安放龍骨。1919年7月下水，1921年11月30日以「未完成品」之名售出，隨後拆除。

## 後世登場
- 戰艦少女等舰船拟人企划创作了以该级舰船为原型的拟人化形象。

## 關聯項目
- 速科夫號潛艇